# Gary Palmer (político)
Gary James Palmer (Hackleburg, Alabama; 14 de mayo de 1954) es un político estadounidense que se desempeña como representante de los Estados Unidos por el 6.º distrito congresional de Alabama desde 2015.
Miembro del House Freedom Caucus, ha presidido el Comité de Política Republicana desde 2019.

## Biografía

### Primeros años, educación y carrera
Nació en Hackleburg, Alabama. Su familia vivía en una granja de 16 hectáreas, donde Palmer ayudó a mantener el jardín y los animales de la familia.
Tiene una licenciatura en administración de producción de la Universidad de Alabama. Fue el primer miembro de su familia en obtener un título universitario. Fue un receptor abierto de Crimson Tide y jugó con Bear Bryant. En 1989, cofundó Alabama Family Alliance, que más tarde se convirtió en Alabama Policy Institute. Se desempeñó como su presidente durante 25 años y renunció en 2014 para postularse para el Congreso. Ayudó a fundar State Policy Network, una organización paraguas sin fines de lucro para grupos de expertos conservadores y libertarios que se enfocan en políticas a nivel estatal, y se desempeñó como su presidente.

### Cámara de Representantes de Estados Unidos
Votó en contra del Plan de Rescate Estadounidense, un proyecto de ley de recuperación económica y alivio de COVID-19, en febrero de 2021. Su justificación para oponerse al proyecto de ley fue que "no se trataba del alivio de COVID, sino de la agenda demócrata" y una "repetición del proyecto de ley de estímulo fallido aprobado en 2009 bajo el presidente Obama y luego el vicepresidente Biden".
Fue criticado por promocionar los fondos para Birmingham Northern Beltline que agregó a la Ley de Inversión en Infraestructura y Empleos, sin mencionar que votó en contra del proyecto de ley final.
A partir de octubre de 2021, había votado de acuerdo con la posición declarada de Joe Biden el 7,5 % de las veces.

### Vida personal
Está casado con Ann Cushing, y tienen tres hijos. Cuando trabaja en Washington, D. C., duerme en su oficina en Capitol Hill.